# ICA AB
ICA Gruppen AB（瑞典語發音：[ˈîːka], sv，前稱：Inköpscentralernas aktiebolag，簡稱：ICA）是瑞典的一家食品及健康零售連鎖集團，於1938年成立。ICA 同時擁有一家銀行、房地產子公司和連鎖藥局，業務遍布瑞典各地及波羅的海國家。ICA的營運是基於1917年引入的Hakonbolagen商業模式，並一直運行至今。

## 瑞典業務
截止2025年2月，ICA在瑞典的子公司ICA Sverige AB營運接近1,300所門店。ICA的門店分為四種，每所門店的所屬系列會根據其開設位置、產品種類及大小而有所不同。ICA現有以下四種系列的門店：
- ICA Nära（英語：ICA Nearby）：便利店形式，方便日常採購需要
- ICA Supermarket：中型的超級市場，主要開設於具一定人口居住、商業用地和主要道路附近，擁有大量產品種類
- ICA Kvantum：大型超級市場，主要針對有大量採購需求的顧客。超市通常位於市區外，並提供大量停車位應付車流
- MAXI ICA Stormarknad：特大型超級市場，提供全面的產品種類，同時售賣時裝、家品、娛樂、電器、DIY及耕作用品

每家門店均以特許經營的模式運作，各自獨立經營並銷售ICA品牌的產品，而物流及營運則由集團內部協調。
現時，ICA於瑞典各地設有物流中心，其中最大的兩個物流中心位於韋斯特羅斯和赫爾辛堡。

### 金氏世界紀錄
2001年12月起，ICA播出了一系列電視廣告，主角是一家虛構的ICA商店的員工和顧客。截至2015年1月中旬，已播出512支廣告。自2007年以來，該系列廣告已被列入金氏世界紀錄，成為播出時間最長的電視廣告劇。

## Rimi Baltic
ICA旗下的子公司Rimi Baltic在愛沙尼亞、拉脫維亞和立陶宛經營折扣店、超市和大賣場業務。截至 2025 年 2 月，Rimi Baltic 在波羅的海國家擁有約 300 家門市。

## 外部連結
- 官方網站